# Валвароне
Валваро̀не (на италиански: Valvarrone; на ломбардски: Valvaròn, Валварон) е община в Северна Италия, провинция Леко, регион Ломбардия. Административен център на общината е село Итроцо (Introzzo), което е разположено на 587 m надморска височина. Населението на общината е 551 души (към 2018 г.).
Общината е създадена в 1 януари 2018 г. Тя се състои от предшествуващите общини Вестрено, Интроцо и Тременико.